# Bolivar County
Das Bolivar County ist ein County im US-Bundesstaat Mississippi. Verwaltungssitz (County Seat) sind Cleveland, das nach Grover Cleveland benannt wurde, und Rosedale. Das U.S. Census Bureau hat bei der Volkszählung 2020 eine Einwohnerzahl von 30.985 ermittelt.
Es gehört zu den zehn Countys in Mississippi, welche zwei County-Verwaltungen haben.

## Geographie
Das County liegt im Nordwesten vom Mississippi, grenzt im Westen an Arkansas, wobei die natürliche Grenze durch den Mississippi gebildet wird. Das Bolivar County hat eine Fläche von 2346 Quadratkilometern, wovon 76 Quadratkilometer Wasserfläche sind. Es grenzt an folgende Countys:
|                         | Coahoma County    |                  |
| Desha County (Arkansas) |                   | Sunflower County |
|                         | Washington County |                  |

## Geschichte

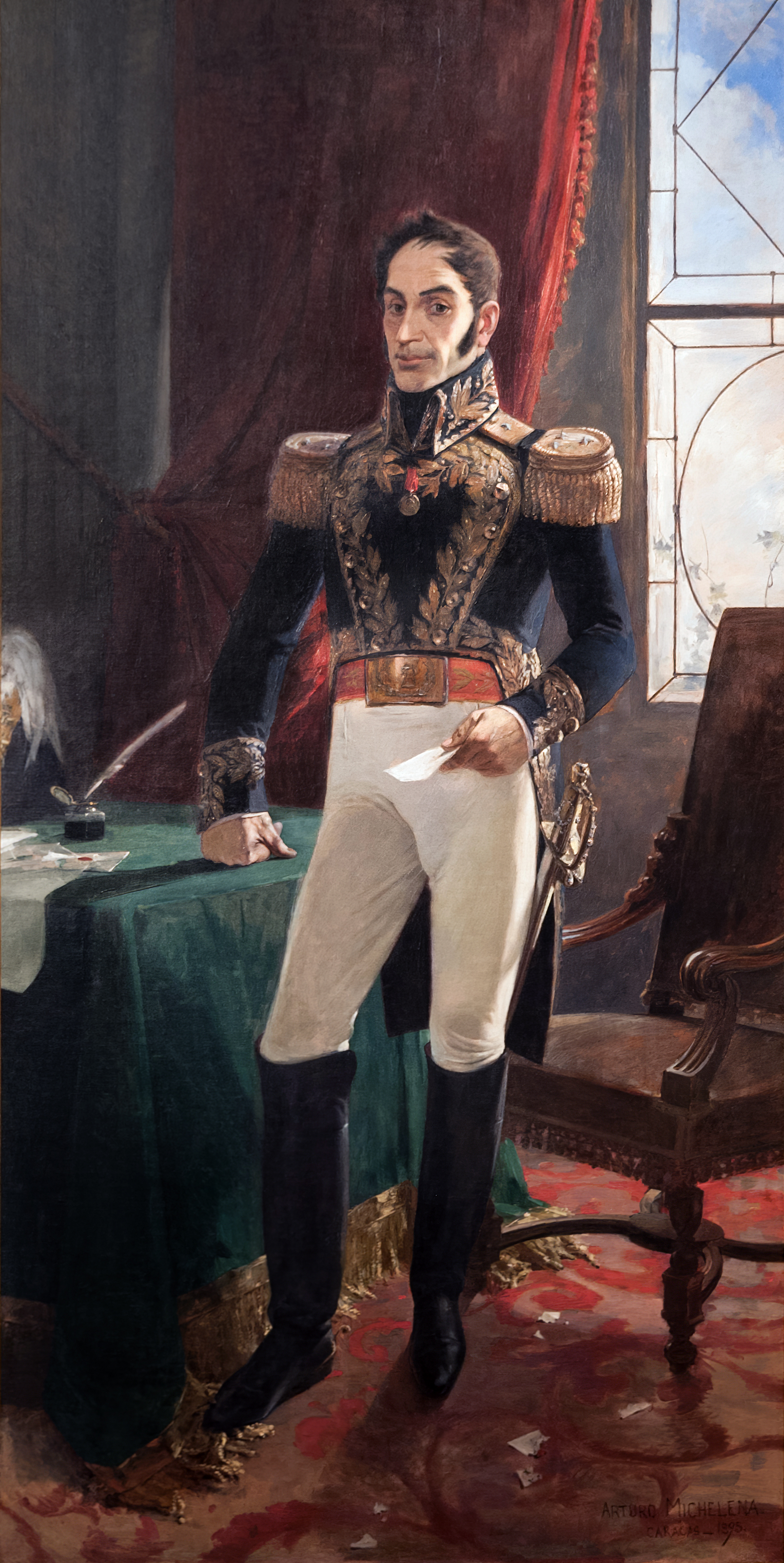
Simón Bolívar

Das Bolivar County wurde am 9. Februar 1836 aus Teilen des Choctaw-Lands gebildet. Benannt wurde es nach Simón Bolívar (1783–1830), einem südamerikanischen Unabhängigkeitskämpfer und Nationalheld vieler südamerikanischer Länder.
Ein Ort hat den Status einer National Historic Landmark, das I. T. Montgomery House. 15 Bauwerke und Stätten des Countys sind insgesamt im National Register of Historic Places eingetragen (Stand 1. Februar 2018).

## Demografische Daten

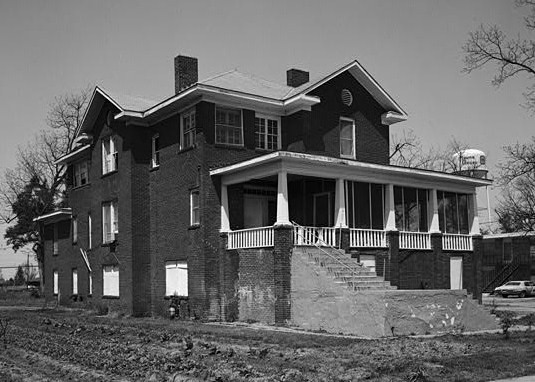
Das Isaiah Thornton Montgomery House, gelistet im NRHP

Alterspyramide des Bolivar Countys (Stand: 2000)

Nach der Volkszählung im Jahr 2000 lebten im Bolivar County 40.633 Menschen in 13.776 Haushalten und 9.725 Familien. Die Bevölkerungsdichte betrug 18 Personen pro Quadratkilometer. Ethnisch betrachtet setzte sich die Bevölkerung zusammen aus 33,24 Prozent Weißen, 65,11 Prozent Afroamerikanern, 0,10 Prozent amerikanischen Ureinwohnern, 0,49 Prozent Asiaten, 0,01 Prozent Bewohnern aus dem pazifischen Inselraum und 0,48 Prozent aus anderen ethnischen Gruppen; 0,56 Prozent stammten von zwei oder mehr Ethnien ab. 1,17 Prozent der Bevölkerung waren spanischer oder lateinamerikanischer Abstammung, die verschiedenen der genannten Gruppen angehörten.
Von den 13.776 Haushalten hatten 35,2 Prozent Kinder unter 18 Jahren, die mit ihnen lebten. 38,2 Prozent waren verheiratete, zusammenlebende Paare, 27,3 Prozent waren allein erziehende Mütter und 29,4 Prozent waren keine Familien. 25,3 Prozent aller Haushalte waren Singlehaushalte und in 9,9 Prozent lebten Menschen im Alter von 65 Jahren oder darüber. Die durchschnittliche Haushaltsgröße lag bei 2,79 und die durchschnittliche Familiengröße bei 3,36 Personen.
29,6 Prozent der Bevölkerung war unter 18 Jahre alt, 14,0 Prozent zwischen 18 und 24, 25,7 Prozent zwischen 25 und 44, 19,6 Prozent zwischen 45 und 64 Jahre alt und 11,0 Prozent waren 65 Jahre oder älter. Das Durchschnittsalter betrug 30 Jahre. Auf 100 weibliche kamen statistisch 87,8 männliche Personen und auf 100 Frauen im Alter von 18 Jahren oder darüber kamen 81,7 Männer.

Das durchschnittliche Einkommen eines Haushaltes betrug 23.428 USD, das einer Familie 27.301 USD. Männer hatten ein durchschnittliches Einkommen von 27.643 USD, Frauen 20.774 USD. Das Prokopfeinkommen lag bei 12.088 USD. Etwa 27,9 Prozent der Familien und 33,3 Prozent der Bevölkerung lebten unterhalb der Armutsgrenze.

## Städte und Gemeinden
Citys
| - Cleveland - Rosedale - Mound Bayou | - Shaw1 - Shelby |

Towns
| - Benoit - Beulah - Boyle | - Duncan - Gunnison - Merigold | - Pace - Renova - Winstonville |

Villages
- Alligator

Unincorporated Communitys
| - Choctaw - Deeson - Hushpuckena - Lamont - Litton | - Malvina - O’Reilly - Perthshire - Riverton (Wüstung) - Round Lake | - Scott - Skene - Stringtown - Symonds |

1 – teilweise im Sunflower County